# Посудевские
Посудевские — дворянский род.
Потомство Конона Посудевского, (XVI — XVII вв.).

## Описание герба
В красном поле опрокинутая подкова, увенчанная кавалерским крестом и сопровождаемая внутри двумя стрелами в андреевский крест.
Щит увенчан дворянскими шлемом и короной. Намёт на щите красный, подложенный серебром.